# My Brain Says Stop, But My Heart Says Go!
My Brain Says Stop But My Heart Says Go! je v pořadí čtvrté a zatím poslední studiové album pop punkové skupiny FM Static. Bylo vydáno společností Tooth & Nail Records stejně jako tři předchozí alba. Vyšlo 5. dubna roku 2011. První sva singly z nahrávky jsou "F.M.S.T.A.T.I.C." a "Last Train Home".

## Seznam skladeb
| Pořadí | Název                                    | Délka |
| ------ | ---------------------------------------- | ----- |
| 1.     | My Brain Says Stop But My Heart Says Go! | 3:02  |
| 2.     | F.M.S.T.A.T.I.C                          | 3:52  |
| 3.     | (Hey) I Want It                          | 3:07  |
| 4.     | Lost In You                              | 3:42  |
| 5.     | U Don't Know Me Like That                | 3:41  |
| 6.     | Cinnamon & Lipstick                      | 3:24  |
| 7.     | Black Tattoo                             | 3:29  |
| 8.     | Last Train Home                          | 3:34  |
| 9.     | Breaking Me Again                        | 3:37  |
| 10.    | Inside Out                               | 3:29  |